# 107074 Ансонсільва
107074 Ансонсільва (107074 Ansonsylva) — астероїд головного поясу, відкритий 14 січня 2001 року.
Тіссеранів параметр щодо Юпітера — 3,677.